# نظراوبا
نظراوبا (به ترکی آذربایجانی: Nəzəroba) یک منطقه مسکونی در جمهوری آذربایجان است که در شهرستان ماسال‌لی واقع شده‌است.نظر اوبا ۳۱۳ نفر جمعیت دارد.